# Лайл, Уорин, 2-й барон Лайл из Кингстон Лайл
Уорин де Лайл (англ. Warin de Lisle; умер 28 июня 1382) — английский аристократ, 2-й барон Лайл из Кингстон Лайл с 1360 года. Старший сын Джерарда де Лайла, 1-го барона Лайла из Кингстон Лайл, и его первой жены Элеаноры Фицалан. После смерти отца унаследовал баронский титул и владения, расположенные главным образом в Беркшире, Нортгемптоншире, Уилтшире и Оксфордшире. Был женат на Маргарет Пипард, в этом браке родилась дочь Маргарет (примерно 1360—1392), 3-я баронесса Лайл из Кингстон Лайл в своём праве, жена Томаса Беркли, 5-го барона Беркли.